# Bockenheim an der Weinstraße
Bockenheim an der Weinstraße est une municipalité allemande située dans le land de Rhénanie-Palatinat et l'arrondissement de Bad Dürkheim.
Bockenheim an der Weinstraße est jumelée depuis 1983 avec Grandvilliers (France), elle-même jumelée avec Athy (Irlande).

## Personnalités liées à la ville
- Johannes Bockenheim, ecclésiastique né à  Bockenheim an der Weinstraße.
- Arthur Kullmer (1896-1953), général né à Großbockenheim.